# Fowler (Colorado)
Fowler è un centro abitato (town) degli Stati Uniti d'America, situato nella contea di Otero dello Stato del Colorado. Nel censimento del 2000 la popolazione era di 1.206 abitanti.

## Geografia fisica
Secondo i rilevamenti dell'United States Census Bureau, Fowler si estende su una superficie di 1,3 km².